# Скибовая зона
Скибовая зона — крупный тектонический элемент складчатых Карпат. Для неё характерно развитие крупных тектонических чешуй — скиб, протянувшихся на сотни километров с юго-запада на северо-восток и надвинутых друг на друга. Амплитуда надвигов достигает 10—15 км. Среди скиб выделяют: Береговую, Оровскую, Скольскую, Землянку, Парашку, Лужанку.
В Украинский Карпатах Скибовая зона образует крупный бескорневой покров, который надвинут по Береговой надвижке на Предкарпатский передовой прогиб, и перекрывает его значительную часть. Средняя амплитуда надвижки здесь составляет не менее 15—25 км. Скибовая зона сложена образованиями мелового, палеогенового и частично неогенового периода, и в её пределах геологи выделяют Верховинскую и Славскую впадины, наполненные мощной толщей олигоцен-миоценовых отложений (2500—3000 м). По результатам глубокого бурения (скважина Шевченково-1), максимальная мощность флиша Скибовой зоны превышает 7500 м.